# Erysiphe cruciferarum

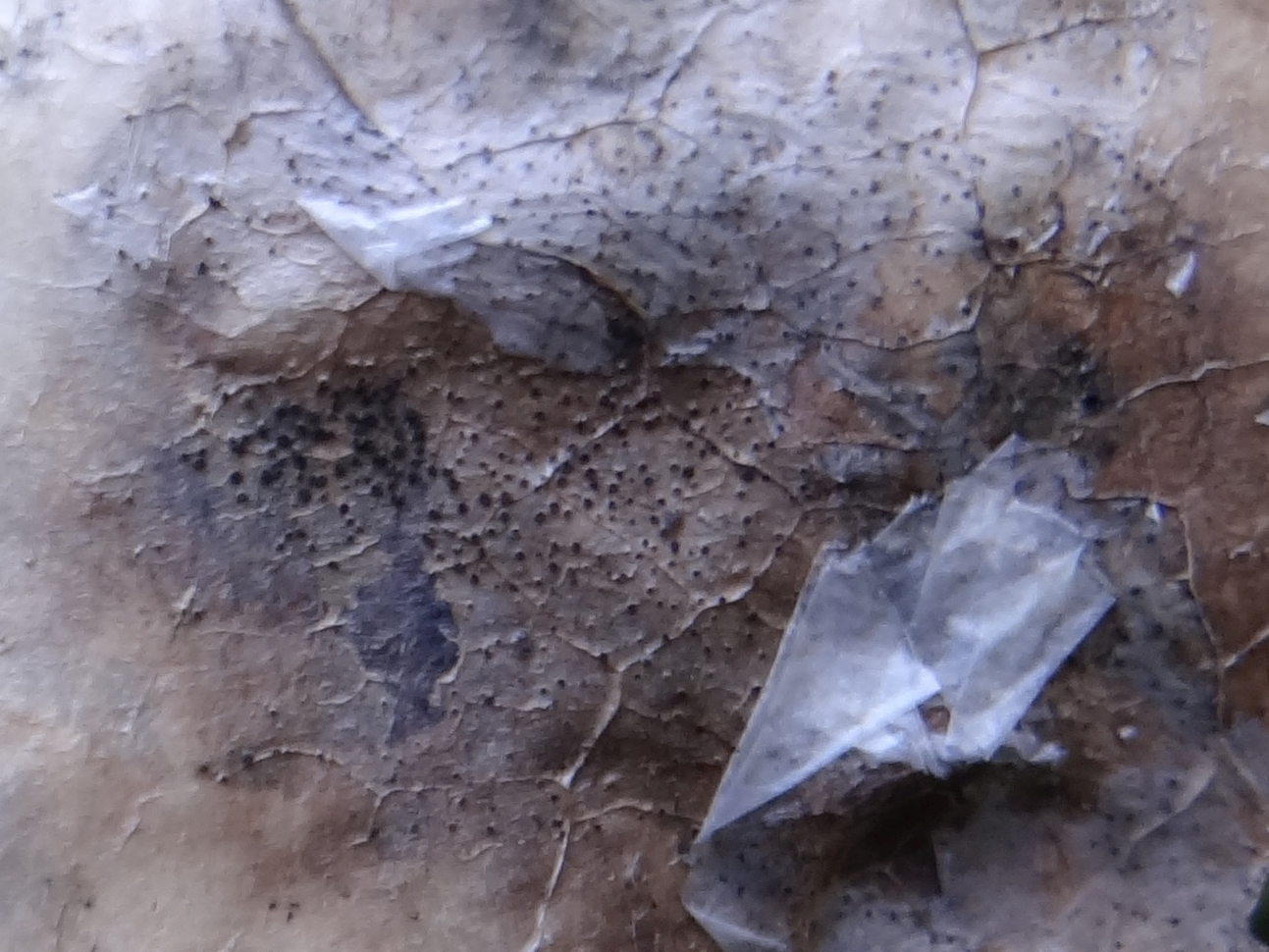
Klejstotecja na owocu tobołków polnych

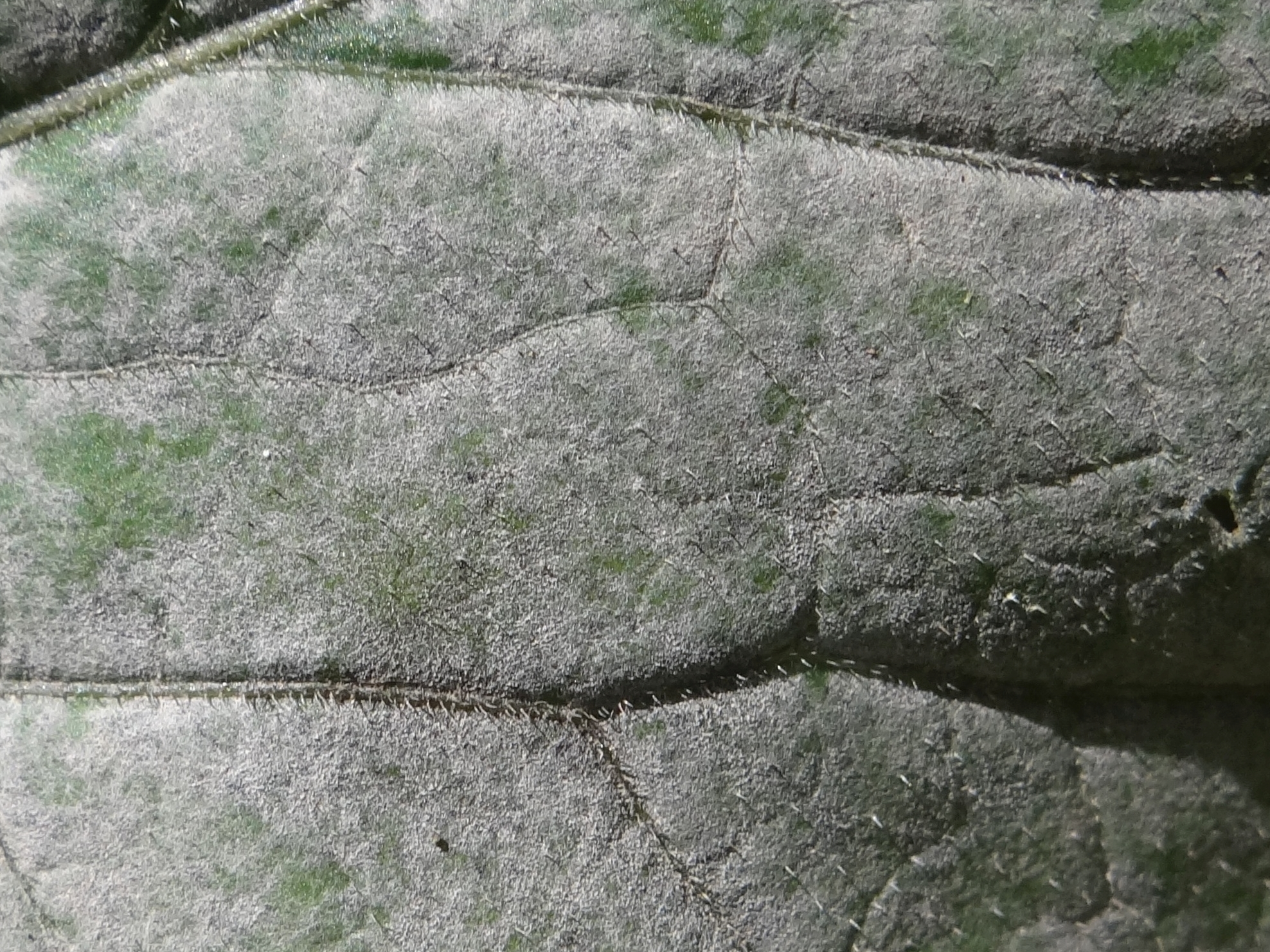
Grzybnia na liściu tobołków polnych

Erysiphe cruciferarum Opiz ex L. Junell – gatunek grzybów należący do rodziny mączniakowatych (Erysiphaceae). Wywołuje chorobę o nazwie mączniak prawdziwy roślin kapustnych.

## Systematyka i nazewnictwo
Pozycja w klasyfikacji według Index Fungorum: Erysiphe, Erysiphaceae, Helotiales, Leotiomycetidae, Leotiomycetes, Pezizomycotina, Ascomycota, Fungi.
Synonimy:

- Alphitomorpha communis Wallr. 1819
- Erysiphe communis (Wallr.) Schltdl. 1824
- Erysiphe communis (Wallr.) Schltdl. 1824 f. communis
- Erysiphe communis (Wallr.) Schltdl. 1824 var. communis
- Erysiphe cruciferarum Opiz ex L. Junell 1967 var. cruciferarum
- Erysiphe cruciferarum var. longispora G.J.M. Gorter 1988
- Erysiphe pisi var. cruciferarum (Opiz ex L. Junell) Ialongo 1992
- Erysiphe radulescui Docea 1968[3].

Holotyp: na smagliczce kielichowatej (Alyssum alyssoides) w Czechosłowacji, Opiz w 1841 r.

## Morfologia
Grzyb mikroskopijny. Grzybnia rozwija się na powierzchni liści, łodyg i strąków roślin, do wnętrza tkanek zapuszcza tylko ssawki. Wygląda jak biały, mączysty nalot, Na powierzchni liścia tworzy rozproszone plamki lub duże plamy, czasami zajmujące nawet cały liść. Strzępki mają szerokość (2,5–) 5 (–10) μm i długość 45–75 μm. Pierwszy człon konidioforów cylindryczny, zazwyczaj prosty, czasami zakrzywiony lub powyginany. Ma rozmiary 15–50 × 7–10 μm. Dalsze 1–2, czasami 3 lub 4 człony zazwyczaj krótsze, czasami nieco dłuższe. Przycistki płatowate lub umiarkowanie klapowane. Konidia oddzielają się pojedynczo. Mają baryłkowaty kształt i rozmiary (27–) 30–48 (–55) × 12–21 μm. Kuliste klejstotecja rozproszone lub w grupach. Pojedyncze ma średnicę 85–150 μm i zbudowane jest z wielokątnych lub okrągławych komórek o średnicy 8–25 μm. Przyczepki liczne, wyrastające w dolnej części klejstotecjów. Mają zmienną długość, równą 0,5–3,5 średnic klejstotecjum, przeważnie 1–2 dwukrotną średnicę klejstotecjum. Mają średnicę 4–10 μm, są cienkościenne, nierozgałęzione, rzadko zdarzają się nieregularnie rozgałęzione. Powierzchnia gładka lub szorstka, początkowo bezbarwna i przeźroczysta, potem żółtawa do brązowej w dolnej połowie, jaśniejsza w górnej. Worki siedzące lub krótkotrzonowe, w liczbie (3–) 4–10 (–12) w jednym klejstotecjum. Mają rozmiary (40–) 50–85 × 25–45 (–50) μm. Powstają w nich elipsoidalne askospory o rozmiarach 18–24 (–30) × 10–14 (–16) μm{.

## Występowanie
Jest szeroko rozprzestrzeniony na całym świecie, szczególnie jednak w Europie, Afryce Wschodniej, Azji Południowej i Oceanii. W Polsce pospolity, notowany na licznych gatunkach roślin w licznych opracowaniach mykologicznych.
Pasożyt obligatoryjny. Żywicielami są gatunki roślin należące do rodzin kaparowate, Cleomaceae, kapustowate, makowate, dymnicowate i rezedowate. Rodzaje porażanych roślin: Cleome (graveolens, pungens, spinosa, sp.), Alliaria, Alyssum, Arabis, Armoracia, Barbarea, Berteroa, Biscutella, Brassica, Bunias, Camelina, Capsella, Cardamine, Cardaria, Cheiranthus, Coronopus, Crambe, Dentaria, Descurainia, Draba, Eruca, Erucaria, Erysimum, Fibigia, Fumaria (capreolata, muralis, officinalis), Hesperis, Glaucium (corniculatum, flavum), Hirschfeldia, Hymenophysa, Iberis, Isatis, Kernera, Lepidium, Lobularia, Lunaria, Malcomia, Matthiola, Meconopsis cambrica, Morisia, Nasturtium, Neslia, Papaver (alpinum, amurense, dubium, hybridum, nudicaule, rhoeas, somniferum), Peltaria, Raphanobrassica, Raphanus, Rapistrum, Reseda (lutea, luteola, odorata), Sinapis, Sisymbrium, Sterigmospermum, Thlaspi, Turritis, Vellea.